# Enyalius catenatus
Enyalius catenatus — вид ігуаноподібних ящірок родини Leiosauridae. Ендемік Бразилії.

## Поширення і екологія
Enyalius catenatus мешкають на сході і південному сході Бразилії, від Пернамбуку до Санта-Катаріни. Вони живуть в атлантичних лісах. Ведуть денний, деревний спосіб життя. Живляться павуками і комахами, відкладають яйця.